# Coupe Davis 1900
Pour un article plus général, voir Coupe Davis.
Navigation
Édition suivante
La Coupe Davis 1900 est la première du nom. L'épreuve a eu lieu à Longwood Cricket Club, Boston, Massachusetts du 8 au 10 août.

La première victoire revient aux États-Unis.

## Résultats

### Match détaillé

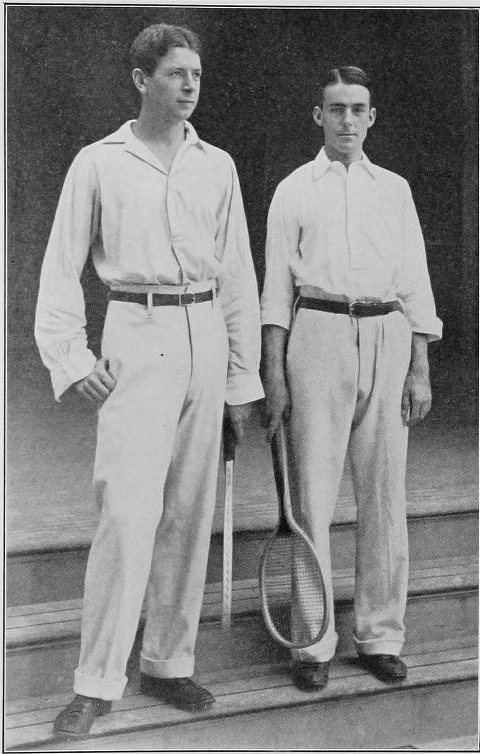
Les Américains Dwight Davis et Holcombe Ward, vainqueurs du double contre Ernest Black et Herbert Barrett.

| | États-Unis   | 3                              | -   | 0    | Îles Britanniques |         |  |
| --- | ------------ | ------------------------------ | --- | ---- | ----------------- | ------- |  |
| Longwood Cricket Club, Boston, MA, États-Unis |              |                                |     |      |                   |         |  |
| du 8 au 10 août 1900 sur gazon (ext.) |              |                                |     |      |                   |         |  |
| \| 1 \| \| Dwight Davis \| 4 \| 6 \| 6 \| 6 \| \| \| 1 \| \| Ernest Black \| 6 \| 2 \| 4 \| 4 \| \| \| 2 \| \| Malcolm Whitman \| 6 \| 6 \| 6 \| \| \| \| 2 \| \| Arthur Gore \| 1 \| 3 \| 2 \| \| \| \| 3 \| \| Dwight Davis - H. Ward \| 6 \| 6 \| 6 \| \| \| \| 3 \| \| Ernest Black - Herbert Barrett \| 4 \| 4 \| 4 \| \| \| \| \| \| \| \| \| \| \| \| \| 4 \| \| Dwight Davis \| 9 \| 9 \| non \| terminé \| \| \| 4 \| \| Arthur Gore \| 7 \| 9 \| \| \| \| \| \| \| \| \| \| \| \| \| \| 5 \| \| Malcolm Whitman \| non \| joué \| \| \| \| \| 5 \| Ernest Black \| \| \| \| \| \| \| \| \| \| \| \| \| \| \| \| |              |                                |     |      |                   |         |  |
| 1 |              | Dwight Davis                   | 4   | 6    | 6                 | 6       |  |
| 1 |              | Ernest Black                   | 6   | 2    | 4                 | 4       |  |
| 2 |              | Malcolm Whitman                | 6   | 6    | 6                 |         |  |
| 2 |              | Arthur Gore                    | 1   | 3    | 2                 |         |  |
| 3 |              | Dwight Davis - H. Ward         | 6   | 6    | 6                 |         |  |
| 3 |              | Ernest Black - Herbert Barrett | 4   | 4    | 4                 |         |  |
| |              |                                |     |      |                   |         |  |
| 4 |              | Dwight Davis                   | 9   | 9    | non               | terminé |  |
| 4 |              | Arthur Gore                    | 7   | 9    |                   |         |  |
| |              |                                |     |      |                   |         |  |
| 5 |              | Malcolm Whitman                | non | joué |                   |         |  |
| 5 | Ernest Black |                                |     |      |                   |         |  |
| |              |                                |     |      |                   |         |  |